# Aderus bogotensis
Aderus bogotensis é uma espécie de inseto besouro da família Aderidae. Foi descrita cientificamente por Maurice Pic em 1907.

## Distribuição geográfica
Habita na Colômbia.